# Chironomus plumosus
Espèce
Chironomus plumosus, le chironome plumeux, est une espèce de diptères nématocères de la famille des Chironomidae, de la sous-famille des Chironominae, de la tribu des Chironomini et du genre Chironomus.  La larve est connue sous le nom de « ver de vase », très appréciée des pêcheurs à la ligne.

## Description
Le corps de l'adulte est long d'environ 9 mm. Les ailes, disposées en toit au repos, aux nervures peu marquées, sont plus courtes que l'abdomen. Les antennes du mâle sont plumeuses (d'où le nom), celles de la femelle, filiformes.

## Distribution
Europe, commun partout où les larves peuvent trouver de l'eau pour se développer.

## Biologie
Souvent confondus avec des moustiques, les chironomes ne piquent pas. Les imagos sont visibles d'avril à septembre ; par temps calme, les mâles effectuent des vols stationnaires en groupes importants visibles de loin, parfois en alternant des mouvements ascendants et descendants. Les larves rouges ("vers de vase"), vivent dans la boue, la vase des mares, des fossés inondés... 

## Systématique
L'espèce a été décrite  par le naturaliste suédois Carl von Linné en 1758, sous le nom initial de Tipula plumosa.

### Synonymie
- Tipula plumosa Linnaeus, 1758 Protonyme
- Chironomus annularis De Geer, 1776
- Chironomus ferrugineovittatus Zetterstedt, 1850
- Chironomus hebescens Walker, 1856

## Chironomus plumosuset l'Homme
Les pêcheurs utilisent les larves comme appâts, les plus grosses sont fixées à l'hameçon. Les aquariophiles s'en servent comme nourriture fraîche.